# CP 55,940
CP 55,940是一种有机化合物，分子式C
24H
40O
3，为四氢大麻酚的类似物，1974年由輝瑞研发。